# Sucuri-verde
Eunectes murinus, vulgarmente conhecida como sucuri, sucuriú, sucuriju, sucuruju, sucurijuba, sucurujuba, boiaçu, boiguaçu, boiuçu, boioçu, boiçu, boiuna, boitiapoia, arigboia, anaconda e viborão, é a maior e mais conhecida das espécies existentes de sucuri. É encontrada na América do Sul, nas regiões alagadas, onde há presas em abundância, como jacarés e capivaras. Pode ultrapassar os cinco metros de comprimento e exceder os noventa quilogramas, porém seu tamanho médio é bem menor.

## Etimologia

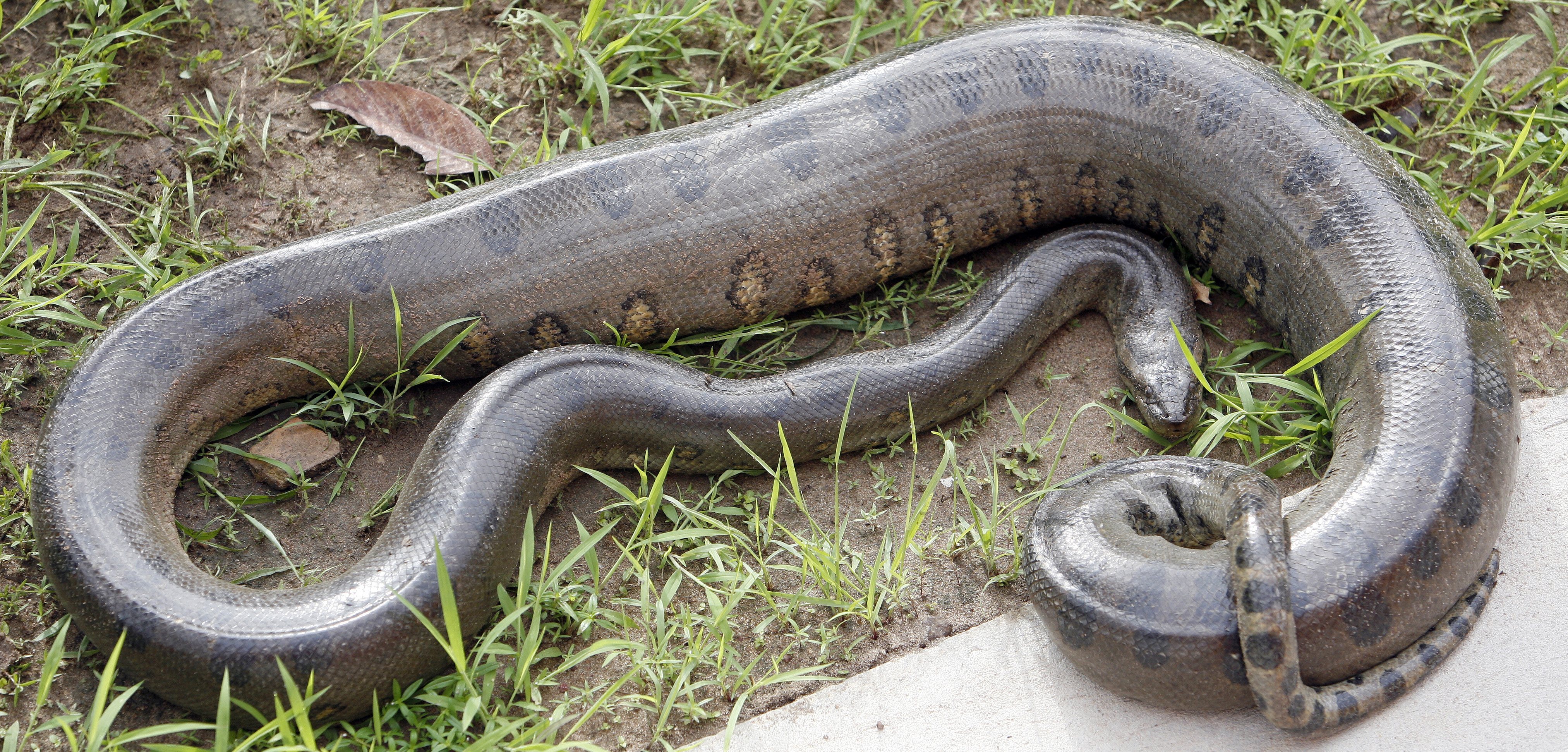
Uma sucuri-verde no campus da Universidade Federal do Pará, no Brasil

Sucuri é um nome oriundo do tupi sukuriju, donde proveio também o nome alternativo do animal, sucuriju. "Sucurijuba" e "sucurujuba" provêm do termo tupi para "sucuri amarela". "Boiaçu", "boiguaçu", "boiuçu", "boioçu" e "boiçu" provêm da contração dos termos tupis mboîa, "cobra" e gûasu, "grande".[controverso] "Boiuna" provém do termo tupi para "cobra preta": mboîuna. "Arigboia" possui origem tupi. "Anaconda" é proveniente do tâmil anai-kondra ("matadora de elefante") ou do cingalês හෙනකඳයා (henakan̆dayā, "tronco relâmpago"). "Viborão" é o aumentativo de víbora.
"Eunectes" vem do grego εὐνήκτης, significando "boa nadadora", enquanto "murinus" vem do latim e significa "dos ratos", por conta de seus hábitos alimentares.

## Descrição
Os desenhos de seu corpo do pescoço até o rabo lembram a letra O. Sua face possui dois riscos laterais: um deles surge do olho e o outro, da parte de cima da cabeça.
É uma das maiores serpentes do mundo e a mais pesada existente, chegando aos 5,21 metros de comprimento e a uma massa de 97,5 kg, embora normalmente não passe dos 3 metros. A maior sucuri-verde já mantida em cativeiro supostamente media 6,28 metros quando morreu em 1960 no Zoológico de Pittsburgh, e pesava mais de 90 kg. Uma sucuri de 4,5 m teria aproximadamente o peso de uma píton-reticulada de 7,4 m. Normalmente possuem uma massa de 30-70 kg, porém não são raros os relatos de sucuris mais pesadas. Acredita-se que uma sucuri de 8 metros pesaria por volta de 200 kg.
No Instituto Butantan, em São Paulo, há uma pele preservada de 10 m, que supostamente pertenceu à uma serpente de 7,6 metros. Na Colômbia, em 1978, o herpetologista William W. Lamar teria encontrado um espécime de 7,5 m, cujas estimativas de peso variavam entre 136-180 kg. Há também vários outros relatos não-confirmados de sucuris com tamanhos de 6 ou mais metros de comprimento, incluindo um suposto exemplar medido em 1962 que teria um comprimento de 8,46 metros.

## Comportamento
Geralmente, evitam contato com humanos e, quando se sentem ameaçadas, o mínimo que pode acontecer é reagir com uma mordida à pessoa. Extremamente raros são os casos de pessoas serem ingeridas, isso só acontece quando o animal está com muita fome. Vivem a maior parte do tempo submersas, pois na água é onde elas são mais rápidas, ficando mais fácil a captura dos alimentos.
Apesar de existirem muitas lendas sobre as anacondas, elas são animais lentos na terra, por isso elas podem ficar mais agressivas - por não ter muito refúgio, podem usar a agressividade como proteção. As principais defesas incluem dar botes para manter o agressor longe e proteger a própria cabeça enrolando o seu corpo em volta.
As anacondas, principalmente noturnas, tendem a passar a maior parte de suas vidas dentro ou perto da água.

### Reprodução
Esta espécie é solitária até a época de acasalamento, que ocorre durante a estação chuvosa, e pode durar vários meses, geralmente de abril a maio. Durante este tempo, os machos devem encontrar as fêmeas. Normalmente, as cobras fêmeas deixam um rastro de feromônio para os machos seguirem, mas como os machos desta espécie rastreiam o cheiro de uma fêmea ainda não está claro. Outra possibilidade é que a fêmea libere um estimulante transportado pelo ar. Esta teoria é apoiada pela observação de fêmeas que permanecem imóveis, enquanto muitos machos se movem em direção a elas de todas as direções. As sucuris machos também frequentemente agitam a língua para detectar substâncias químicas que sinalizam a presença de uma fêmea.
No entanto, quando não há sucuris machos disponíveis para fornecer descendentes, partenogênese facultativa é possível, havendo registros de ninhada homozigótica de fêmeas viáveis.

## Distribuição geográfica
São encontradas na América do Sul. No Brasil, podem ser encontradas sucuris em todas regiões, de norte a sul. Os maiores exemplares são encontrados na Amazônia, pois lá encontra-se o habitat perfeito para a sobrevivência desses animais.

## Alimentação
As sucuris não são cobras peçonhentas, pois elas possuem dentição áglifa e matam suas presas por constrição, para depois engolir a presa por inteiro.
Costumam se alimentar de vários tipos diferentes de presas: peixes, aves, mamíferos variados (incluindo antas, cervos, capivaras e até mesmo suçuaranas) e outros répteis (incluindo jacarés). Às vezes podem inclusive cometer canibalismo.

## Comportamento predatório
Após a detecção de sua presa, a sucuri verde, submerge e tenta encurtar a distância, o máximo possível. Enquanto se aproxima, tenta enroscar a ponta de sua cauda em algum objeto, como por exemplo, rochas ou troncos submersos. Ao chegar a uma distância ideal, emerge rapidamente em um bote, quase sempre, preciso puxando a presa para dentro da água. Enquanto inicia a constrição, a sucuri verde, tenta posicionar e manter a presa alocada de cabeça para baixo dentro da água, levando-a ao afogamento. Após a morte, a serpente pode ou não emergir para respirar antes de começar a devorar a presa. A ponta de sua cauda permanece presa a algum objeto podendo trocar de objeto rapidamente, caso necessário, enquanto a presa é mantida na mesma posição. Por fim, a sucuri verde, da início a deglutição de sua presa, abocanhando sua cabeça e a engolindo até que seja completamente devorada.